# Lethbridge (circonscription fédérale)
Circonscription électorale fédérale du Canada
Lethbridge (appelée Lethbridge—Foothills de 1979 à 1988.) est une circonscription électorale fédérale canadienne dans la province de l'Alberta.

## Géographie
La circonscription se trouve au sud de la province et comprend les villes de Lethbridge, Coaldale, Coalhurst, Nobleford et Picture Butte, le village de Barons et le district municipal du comté de Lethbridge.
Les circonscriptions limitrophes sont :
- au nord et à l'est : Bow River ;
- au sud : Medicine Hat—Cardston—Warner ;
- à l'ouest : Foothills.

## Historique
La circonscription de Lethbridge est créée en 1914 d'une partie de Macleod. Elle est renommée Lethbridge—Foothills en 1979 avant de retrouver son nom de Lethbridge en 1988.
Lors du redécoupage électoral de 2022, les limites de la circonscription restent inchangées. La population est alors évaluée à 123 847 habitants.

## Liste des députés
| Législature                 | Années        | Député                   | Parti               | Parti                     |
| --------------------------- | ------------- | ------------------------ | ------------------- | ------------------------- |
| Lethbridge issue de Macleod |               |                          |                     |                           |
| 13e                         | 1917–1921     | William Ashbury Buchanan |                     | Unioniste                 |
| 14e                         | 1921–1925     | Lincoln Henry Jelliff    |                     | Progressiste              |
| 15e                         | 1925–1926     | Lincoln Henry Jelliff    |                     | Progressiste              |
| 16e                         | 1926–1930     | Lincoln Henry Jelliff    |                     | United Farmers of Alberta |
| 17e                         | 1930–1935     | John Smith Stewart       |                     | Conservateur              |
| 18e                         | 1935–1940     | John Horne Blackmore     |                     | Crédit social             |
| 19e                         | 1940–1945     | John Horne Blackmore     |                     | Crédit social             |
| 20e                         | 1945–1949     | John Horne Blackmore     |                     | Crédit social             |
| 21e                         | 1949–1953     | John Horne Blackmore     |                     | Crédit social             |
| 22e                         | 1953–1957     | John Horne Blackmore     |                     | Crédit social             |
| 23e                         | 1957–1958     | John Horne Blackmore     |                     | Crédit social             |
| 24e                         | 1958–1962     | Deane Gundlock           |                     | Progressiste-conservateur |
| 25e                         | 1962–1963     | Deane Gundlock           |                     | Progressiste-conservateur |
| 26e                         | 1963–1965     | Deane Gundlock           |                     | Progressiste-conservateur |
| 27e                         | 1965–1968     | Deane Gundlock           |                     | Progressiste-conservateur |
| 28e                         | 1968–1972     | Deane Gundlock           |                     | Progressiste-conservateur |
| 29e                         | 1972–1974     | Kenneth Earl Hurlburt    |                     | Progressiste-conservateur |
| 30e                         | 1974–1979     | Kenneth Earl Hurlburt    |                     | Progressiste-conservateur |
| Lethbridge—Foothills        |               |                          |                     |                           |
| 31e                         | 1979–1980     | Blaine Thacker           |                     | Progressiste-conservateur |
| 32e                         | 1980–1984     | Blaine Thacker           |                     | Progressiste-conservateur |
| 33e                         | 1984–1988     | Blaine Thacker           |                     | Progressiste-conservateur |
| Lethbridge                  |               |                          |                     |                           |
| 34e                         | 1988–1993     | Blaine Thacker           |                     | Progressiste-conservateur |
| 35e                         | 1993–1997     | Raymond Speaker          |                     | Réformiste                |
| 36e                         | 1997–2000     | Rick Casson              |                     | Réformiste                |
| 36e                         | 2000-2000     |                          | Alliance canadienne |                           |
| 37e                         | 2000–2003     |                          | Alliance canadienne |                           |
| 37e                         | 2003-2004     |                          | Conservateur        |                           |
| 38e                         | 2004–2006     |                          | Conservateur        |                           |
| 39e                         | 2006–2008     |                          | Conservateur        |                           |
| 40e                         | 2008–2011     |                          | Conservateur        |                           |
| 41e                         | 2011–2015     | Jim Hillyer              | Conservateur        |                           |
| 42e                         | 2015–2019     | Rachael Harder           | Conservateur        |                           |
| 43e                         | 2019–2021     | Rachael Harder           | Conservateur        |                           |
| 44e                         | 2021–en cours | Rachael Harder           | Conservateur        |                           |

## Résultats électoraux
|       | Candidat         | Parti        | # de voix | % des voix |
|       | Jim Hillyer      | Conservateur | +27 173,  | 56,51 %    |
|       | Michael Cormican | Libéral      | +04 030,  | 8,38 %     |
|       | Mark Sandilands  | NPD          | +13 072,  | 27,18 %    |
|       | Cailin Bartlett  | Vert         | +02 095,  | 4,36 %     |
|       | Geoffrey Capp    | Héritage     | +01 716,  | 3,57 %     |
| Total | Total            | Total        | 48 086    | 100 %      |

|       | Candidat         | Parti        | # de voix | % des voix |
|       | (x) Rick Casson  | Conservateur | +32 212,  | 67,3 %     |
|       | Michael Cormican | Libéral      | +04 405,  | 9,2 %      |
|       | Mark Sandilands  | NPD          | +06 733,  | 14,07 %    |
|       | Amanda Swagar    | Vert         | +03 420,  | 7,15 %     |
|       | Geoffrey Capp    | Héritage     | +01 091,  | 2,28 %     |
| Total | Total            | Total        | 47 861    | 100 %      |